# Seznam ministrů zahraničních věcí Rumunska

Znak ministerstva

Seznam ministrů zahraničních věcí Rumunska představuje chronologický přehled osob působících v tomto úřadu. Držitelé prozatímních funkcí jsou označeni kurzívou.

## Dunajská knížectví (1862–1881)
| Jméno                       | Foto | Začátek funkce     | Konec funkce       |
| Apostol Arsache             |      | 22. ledna 1862     | 24. června 1862    |
| Alexandru Cantacuzino       |      | 24. června 1862    | 29. září 1862      |
| Ioan Grigore Ghica          |      | 30. září 1862      | 16. srpna 1863     |
| Nicolae Rosetti-Bălănescu   |      | 17. srpna 1863     | 16. října 1865     |
| Alexandru Papadopol-Calimah |      | 17. října 1865     | 10. února 1866     |
| Ion Ghica                   |      | 11. února 1866     | 10. května 1866    |
| Petre Mavrogheni            |      | 11. května 1866    | 13. července 1866  |
| George Barbu Știrbei        |      | 15. července 1866  | 21. února 1867     |
| Ștefan Golescu              |      | 1. března 1867     | 5. srpna 1867      |
| Alexandru Teriachiu         |      | 17. srpna 1867     | 12. listopadu 1867 |
| Ștefan Golescu              |      | 13. listopadu 1867 | 30. dubna 1868     |
| Nicolae Golescu             |      | 1. května 1868     | 15. listopadu 1868 |
| Dimitrie Ghica              |      | 16. listopadu 1868 | 27. listopadu 1869 |
| Nicolae Callimachi-Catargiu |      | 28. listopadu 1869 | 1. února 1870      |
| Alexandru G. Golescu        |      | 2. února 1870      | 18. dubna 1870     |
| Petre P. Carp               |      | 20. dubna 1870     | 14. prosince 1870  |
| Nicolae Callimachi-Catargiu |      | 18. prosince 1870  | 11. března 1871    |
| Gheorghe Costaforu          |      | 11. března 1871    | 27. dubna 1873     |
| Vasile Boerescu             |      | 28. dubna 1873     | 29. ledna 1876     |
| Ion Bălăceanu               |      | 30. ledna 1876     | 3. dubna 1876      |
| Dimitrie Cornea             |      | 4. dubna 1876      | 26. dubna 1876     |
| Mihail Kogălniceanu         |      | 27. dubna 1876     | 23. července 1876  |
| Nicolae Ionescu             |      | 24. července 1876  | 2. dubna 1877      |
| Mihail Kogălniceanu         |      | 3. dubna 1877      | 24. listopadu 1878 |
| Ion C. Câmpineanu           |      | 25. listopadu 1878 | 10. července 1879  |
| Vasile Boerescu             |      | 11. července 1879  | 9. dubna 1881      |

## Rumunské království (1881–1947)
| Jméno                      | Foto | Začátek funkce     | Konec funkce       |
| Dimitrie C. Brătianu       |      | 10. dubna 1881     | 8. června 1881     |
| Eugeniu Stătescu           |      | 9. června 1881     | 30. července 1881  |
| Dimitrie Alexandru Sturdza |      | 1. srpna 1881      | 1. února 1885      |
| Ion C. Câmpineanu          |      | 2. února 1885      | 27. října 1885     |
| Ion C. Brătianu            |      | 28. října 1885     | 15. prosince 1885  |
| Mihail Pherekyde           |      | 16. prosince 1885  | 21. března 1888    |
| Petre P. Carp              |      | 21. března 1888    | 5. listopad 1889   |
| Alexandru Lahovary         |      | 5. listopad 1889   | 15. února 1891     |
| Constantin Esarcu          |      | 21. února 1891     | 26. listopadu 1891 |
| Alexandru Lahovary         |      | 27. listopadu 1891 | 3. října 1895      |
| Dimitrie Alexandru Sturdza |      | 4. října 1895      | 21. listopadu 1896 |
| Constantin Stoicescu       |      | 21. listopadu 1896 | 29. března 1897    |
| Dimitrie Alexandru Sturdza |      | 31. března 1897    | 30. března 1899    |
| Ioan Lahovary              |      | 11. dubna 1899     | 6. července 1900   |
| Alexandru Marghiloman      |      | 7. července 1900   | 13. února 1901     |
| Dimitrie Alexandru Sturdza |      | 14. února 1901     | 8. ledna 1902      |
| Ion I. C. Brătianu         |      | 9. ledna 1902      | 11. prosince 1904  |
| Dimitrie Alexandru Sturdza |      | 12. prosince 1904  | 21. prosince 1904  |
| Iacob Lahovary             |      | 22. prosince 1904  | 8. února 1907      |
| Ioan Lahovary              |      | 9. února 1907      | 11. března 1907    |
| Dimitrie Alexandru Sturdza |      | 12. března 1907    | 27. prosince 1908  |
| Ion I. C. Brătianu         |      | 27. prosince 1908  | 30. října 1909     |
| Alexandru Djuvara          |      | 1. listopadu 1909  | 28. prosince 1910  |
| Titu Maiorescu             |      | 29. prosince 1910  | 31. prosince 1913  |
| Emanoil Porumbaru          |      | 4. ledna 1914      | 7. prosince 1916   |
| Ion I. C. Brătianu         |      | 8. prosince 1916   | 28. ledna 1918     |
| Alexandru Averescu         |      | 29. ledna 1918     | 4. března 1918     |
| Constantin C. Arion        |      | 5. března 1918     | 23. října 1918     |
| Constantin Coandă          |      | 24. října 1918     | 28. listopadu 1918 |
| Ion I. C. Brătianu         |      | 29. listopadu 1918 | 26. září 1919      |
| Artur Văitoianu            |      | 27. září 1919      | 14. října 1919     |
| Nicolae Mișu               |      | 15. října 1919     | 30. listopadu 1919 |
| Alexandru Vaida-Voevod     |      | 1. prosince 1919   | 9. ledna 1920      |
| Ștefan Cicio Pop           |      | 10. ledna 1920     | 13. března 1920    |
| Duiliu Zamfirescu          |      | 13. března 1920    | 12. června 1920    |
| Take Ionescu               |      | 13. června 1920    | 16. prosince 1921  |
| Gheorghe Derussi           |      | 17. prosince 1921  | 19. ledna 1922     |
| Ion G. Duca                |      | 19. ledna 1922     | 29. března 1926    |
| Ion Mitilineu              |      | 30. března 1926    | 3. června 1927     |
| Barbu Știrbey              |      | 4. června 1927     | 20. června 1927    |
| Ion I. C. Brătianu         |      | 21. června 1927    | 24. listopadu 1927 |
| Nicolae Titulescu          |      | 24. listopadu 1927 | 9. listopadu 1928  |
| Gheorghe Mironescu         |      | 10. listopadu 1928 | 9. října 1930      |
| Ion Mihalache              |      | 10. října 1930     | 17. dubna 1931     |
| Constantin Argetoianu      |      | 18. dubna 1931     | 26. dubna 1932     |
| Dimitrie I. Ghika          |      | 27. dubna 1931     | 5. června 1932     |
| Alexandru Vaida-Voevod     |      | 6. června 1932     | 19. října 1932     |
| Nicolae Titulescu          |      | 20. října 1932     | 1. října 1934      |
| Gheorghe Tătărescu         |      | 2. října 1934      | 9. října 1934      |
| Alexandru Vaida-Voevod     |      | 10. října 1934     | 28. srpna 1936     |
| Victor Antonescu           |      | 29. srpna 1936     | 28. prosince 1937  |
| Istrate Micescu            |      | 29. prosince 1937  | 10. února 1938     |
| Gheorghe Tătărescu         |      | 11. února 1938     | 29. března 1938    |
| Nicolae Petrescu-Comnen    |      | 30. března 1938    | 31. ledna 1939     |
| Grigore Gafencu            |      | 1. února 1939      | 1. června 1940     |
| Ion Gigurtu                |      | 1. června 1940     | 28. června 1940    |
| Constantin Argetoianu      |      | 28. června 1940    | 4. července 1940   |
| Mihail Manoilescu          |      | 4. července 1940   | 14. září 1940      |
| Mihail R. Sturdza          |      | 14. září 1940      | 17. ledna 1941     |
| Ion Antonescu              |      | 18. ledna 1941     | 1. ledna 1943      |
| Mihai Antonescu            |      | 1. ledna 1943      | 23. srpna 1944     |
| Grigore Niculescu-Buzești  |      | 23. srpna 1944     | 3. listopadu 1944  |
| Constantin Vișoianu        |      | 4. listopadu 1944  | 5. března 1945     |
| Gheorghe Tătărescu         |      | 6. března 1945     | 29. prosince 1947  |

## Rumunská lidová republika (1947–1965)
| Jméno               | Foto | Začátek funkce    | Konec funkce      |
| Ana Pauker          |      | 30. prosince 1947 | 9. července 1952  |
| Simion Bughici      |      | 10. července 1952 | 3. října 1955     |
| Grigore Preoteasa   |      | 4. října 1955     | 14. července 1957 |
| Ion Gheorghe Maurer |      | 15. července 1957 | 15. ledna 1958    |
| Avram Bunaciu       |      | 23. ledna 1958    | 20. března 1961   |
| Corneliu Mănescu    |      | 21. března 1961   | 20. srpna 1965    |

## Socialistická republika Rumunsko (1965–1989)
| Jméno            | Foto | Začátek funkce    | Konec funkce      |
| Corneliu Mănescu |      | 21. srpna 1965    | 22. října 1972    |
| George Macovescu |      | 23. října 1972    | 22. března 1978   |
| Ștefan Andrei    |      | 23. března 1978   | 8. listopadu 1985 |
| Ilie Văduva      |      | 8. listopadu 1985 | 26. srpna 1986    |
| Ioan Totu        |      | 26. srpna 1986    | 2. listopadu 1989 |
| Ion Stoian       |      | 2. listopadu 1989 | 22. prosince 1989 |

## Rumunsko (od roku 1989)
| Jméno                   | Foto | Začátek funkce     | Konec funkce       |
| Sergiu Celac            |      | 26. prosince 1989  | 27. června 1990    |
| Adrian Năstase          |      | 28. června 1990    | 18. listopadu 1992 |
| Teodor Meleșcanu        |      | 19. listopadu 1992 | 11. prosince 1996  |
| Adrian Severin          |      | 12. prosince 1996  | 29. prosince 1997  |
| Andrei Pleșu            |      | 29. prosince 1997  | 22. prosince 1999  |
| Petre Roman             |      | 22. prosince 1999  | 28. prosince 2000  |
| Mircea Geoana           |      | 28. prosince 2000  | 28. prosince 2004  |
| Mihai Răzvan Ungureanu  |      | 28. prosince 2004  | 21. března 2007    |
| Călin Popescu-Tăriceanu |      | 21. března 2007    | 5. dubna 2007      |
| Adrian Cioroianu        |      | 5. dubna 2007      | 15. dubna 2008     |
| Lazăr Comănescu         |      | 15. dubna 2008     | 22. prosince 2008  |
| Cristian Diaconescu     |      | 22. prosince 2008  | 1. října 2009      |
| Cătălin Predoiu         |      | 1. října 2009      | 23. prosince 2009  |
| Theodor Baconschi       |      | 28. prosince 2009  | 23. ledna 2012     |
| Cristian Diaconescu     |      | 24. ledna 2012     | 7. května 2012     |
| Andrei Marga            |      | 8. května 2012     | 6. srpna 2012      |
| Titus Corlățean         |      | 6. srpna 2012      | 10. listopadu 2014 |
| Teodor Meleșcanu        |      | 10. listopadu 2014 | 24. listopadu 2014 |
| Bogdan Aurescu          |      | 24. listopadu 2014 | 17. listopadu 2015 |
| Lazăr Comănescu         |      | 17. listopadu 2015 | 4. ledna 2017      |
| Teodor Meleșcanu        |      | 4. ledna 2017      | 15. července 2019  |
| Ramona Mănescu          |      | 24. července 2019  | 4. listopadu 2019  |
| Bogdan Aurescu          |      | 4. listopadu 2019  | ve funkci          |